# Astana Motors
KMC Astana Motors (russisch Астана Моторс) ist der größte Automobilhändler in Kasachstan mit Sitz in Astana. Astana Motors vertreibt in seinen Autohäusern Fahrzeuge der Marken Toyota, Subaru, Hyundai, BMW und Nissan.

## Geschichte
Das Unternehmen wurde 1992 gegründet und vertrieb Fahrzeuge des japanischen Autobauers Toyota. Im Jahr darauf eröffnete Astana Motors die erste Werkstatt für Fahrzeuge von Toyota. 1997 wurde die erste Filiale in der kasachischen Hauptstadt Astana eröffnet.
2001 wurde mit Fuji Heavy Industries der Vertrag über die Lieferung von Fahrzeugen der Marke Subaru unterschrieben. Im Jahr danach wurde das „Subaru Center Kasachstan“ eröffnet.
Astana Motors wurde 2003 offizieller Vertriebspartner der Hyundai Motor Company in Kasachstan. In Almaty wurde im selben Jahr das „Toyota Center Almaty“ und in Qostanai ein weiteres Autohaus eröffnet. 2004 wurden weitere Filialen in Aqtau, Aqtöbe, Atyrau, Qaraghandy, Öskemen und Schymkent eröffnet. Der Anteil von Astana Motors am Automarkt in Kasachstan stieg auf über 30 Prozent.
Durch die Übernahme des Konkurrenten „Autocenter-Bavaria“ wurde das Unternehmen Vertriebspartner für den deutschen Autobauer BMW in Kasachstan. Außerdem wurden neue Autohäuser in Pawlodar und Petropawl geschaffen. 2007 wurde in Qysylorda ein Autohaus eröffnet.
Im Jahr 2008 nahm Astana Motors Fahrzeuge der Marke Nissan in sein Sortiment auf.